# Streblotrichum hypselostegium
Streblotrichum hypselostegium là một loài Rêu trong họ Pottiaceae. Loài này được (Cardot) Hilp. miêu tả khoa học đầu tiên năm 1933.